# Walter Godefroot
Walter Godefroot (nascido em 2 de julho de 1943) é um ex-ciclista profissional belga. Competiu como representante de seu país nos Jogos Olímpicos de Verão de 1964 em Tóquio, conquistando a medalha de bronze na prova de estrada individual, atrás de Kjell Rodian (prata) e Mario Zanin (ouro).